# Aquilonia
Aquilonia är en stad och kommun i provinsen Avellino, i regionen Kampanien i södra Italien. Kommunen hade 1 677 invånare (2017) och gränsar till kommunerna Bisaccia, Calitri, Lacedonia, Melfi, Monteverde samt Rionero in Vulture.
Staden ligger i bergig terräng på en höjd av 750 m ö.h. Antikens Aquilonia tillhörde hirpinerna och låg i Samnium. Det andra samniterkriget slutade (293 f.Kr.) då samniterna besegrades av romarna vid slaget vid Aquilonia. Lombarderna döpte senare om staden till Carbonara/Carunar efter den lokala kolproduktionen. Staden återtog sitt namn efter Italiens enande. Jordbävningen 1980 förstörde staden som återbyggdes i grannskapet.